# 三百六十五步的進行曲
《三百六十五步的進行曲》（日语：三百六十五歩のマーチ）是水前寺清子於1968年11月10日（星期日）發行的單曲。它的副標題是「ONE-TWO PUNCH」，也出現在歌詞中。

## 概要
這是水前寺發行的一首熱門歌謠曲，水前寺一直在發行可以被認為是演歌主流的歌曲。正如標題所示，這是一首像進行曲一樣鼓勵生命不斷邁出一步的進行曲。封面照片也展示了水前寺在行進樂隊中扮演鼓手的樣子，這與她平時的和服風格完全不同。
水前寺第一次收到這首歌時，出於作為擁有一連串熱門歌曲的演歌歌手的自豪感，她選擇了這首英文歌詞為「ONE-TWO」的歌曲，她說「這不是一個玩笑。他們故意用一首不符合我形象的歌曲來讓我退出」並起了疑心。作詞者星野哲郎表示，他之所以創作這首歌，是因為他相信「要想成為一名長久的歌手，你必須能夠唱不同類型的歌曲」。
雖然這首歌是水前寺不願意發行的，但它符合當前高度經濟成長的趨勢，「那是日本充滿自信的時代」（據日本皇冠前董事長田幸治說），累計銷量超過100萬張（百萬銷量），成為水前寺最熱門的歌曲和水前寺的招牌歌曲。水前寺對歌唱的感受因歌迷的熱捧和熱情的來信而發生了巨大變化，她說「起初我不想唱這首歌，但現在我為此感到自豪」。
次年1969年，根據這首歌改編的電影上映，短劇55號松竹版系列第3部電影《短劇55號與和水前寺清子的ONE-TWO PUNCH 三百六十五步的進行曲》（導演：野村芳太郎）製作公開。同年，該歌曲獲選為第41屆選拔高等學校棒球大會的入場進行曲，並在年度排行榜上排名第36名。同年年底，獲得第11屆日本唱片大獎大眾獎、第2屆日本作詩大獎大眾獎。
發行12年後，水前寺在第31屆NHK紅白歌合戰上第一次演唱。另外，她的對手三波春夫也是第一次演唱（這是第一次歌唱對決）。
值得一提的是，水前寺自己也說她喜歡第二節的歌詞。

### 樂曲的傳播
此後，這首歌一直是談論水前寺時不可或缺的歌曲，並出現在許多廣告和電視節目中。封面照片也展示了水前寺在軍樂隊中扮演鼓手的樣子，這與他平時的和服風格完全不同。
- 1990年，總台的同譜換詞歌曲SHINE'S（日语：SHINE'S）發行。
- 1991年，被用作富士電視台系列動畫《丸出日太夫》的主題曲。 1991年11月21日，由松井忠重改編的重新錄製版本和水前寺本身的自翻版本作為單曲發行。截至1992年5月，該版本已售出20,000張（CD和卡式錄音帶的總計。日本皇冠（日语：日本クラウン）公告）[3]，並再次成為熱銷歌曲。
- 約1996年，該歌曲被用於東京城市競馬廣告。
- 搖滾樂團聖飢魔II的彌撒（LIVE）中，以這首歌作為「EL. DORADO（日语：EL. DORADO）」的前奏已成為慣例。2005年，他們也與水前寺一起演出。
- 2009年電影動畫《福音戰士新劇場版：破》中，在本作品出場的角色真希波·真理·伊拉絲多莉亞斯（本真綾）在開場戰鬥場景中演唱了這首歌[4]。
- 2011年被松竹發行電影《烏龍派出所 THE MOVIE 封鎖勝鬨橋！》作為主題曲使用。主唱者是香取慎吾（SMAP），並飾演主角兩津勘吉。該版本的一首合唱也被用在《PIRAMEKINO（日语：ピラメキーノ）》與《烏龍派出所》的合作版本中，並於2011年8月1日至8月5日播出。

此外，水前寺本人或第三方演唱的同譜換詞歌曲也被用於許多廣告中。
- 2010年代的例子包括Flower Companyz（日语：フラワーカンパニーズ）在2013年為進研講座（日语：進研ゼミ）的電視廣告中進行演唱[5]，以及清原果耶在2018年為大塚製藥「奧樂蜜C（日语：オロナミンCドリンク）」的電視廣告中演唱[6]。

2013年7月，作為消防團成立120週年的一部分，發行了《消防團 三百六十五步的進行曲》，其中部分歌詞改為模仿詩歌。連動歌曲包括由服部克久編曲的「三百六十五步的進行曲（2013新版）」。
2016年10月，為了介紹正在努力從熊本地震中恢復過來的當地，製作了一段更改了部分歌詞的音樂影片。水前寺本人也有出現。
2017年7月，兵庫縣警察為本作品創作了同譜換詞歌曲。內容包括特殊詐騙的典型手法及處理方法，共9章。
2017年10月，企劃單曲《三百六十五步的進行曲 2017》作為一般社團法人SPORTS of HEART的應援歌曲發行，SPORTS of HEART是一個支持身障人士運動並使其正常化的綜合協會。這首歌是由水前寺等七位藝人和偶像團體所參與錄製。
2018年，SUZUKI播放了電視和電台廣告，作為這部作品的同譜換詞歌曲。
2018年，由桑田佳祐在對抗愛滋病行動《平成三十年度！第三次一人紅白歌合戰》中翻唱。隔年發布的這場公開演出的現場影片中也收錄了它。
2022年7月20日，水前寺本人出現在吉他狼和Sunny Day Service於新宿LOFT舉行的現場表演上，並在吉他狼的伴奏下熱情地演唱了這首歌。

## 收錄歌曲

### 原曲（1968年）
（17cmEP CW-886，1968年11月10日發行）
- 兩首歌曲，作詞：星野哲郎（日语：星野哲郎），作曲：米山正夫（日语：米山正夫），編曲：小杉仁三（日语：小杉仁三）

1. 三百六十五步的進行曲（ONE-TWO PUNCH） (2分54秒)
2. 青空之歌 (3分28秒)

### 動畫《丸出日太夫》主題歌盤
（8cmCD CRDN-107，1991年11月21日發行）
- 兩首歌曲，編曲：松井忠重（日语：松井忠重）

1. 三百六十五步的進行曲
作詞：星野哲郎，作曲：米山正夫
2. 孩子真命苦
作詞：山田孝雄（日语：山田孝雄 (作詞家)），作曲：三島大輔（日语：三島大輔）
3. 三百六十五步的進行曲（卡拉OK）
4. 孩子真命苦（卡拉OK）

### 12cmCD單曲復刻版
（CRCN-10034，2003年11月21日發行）
- 全作詞：星野哲郎，全編曲：小杉仁三

1. 三百六十五步的進行曲 (2分54秒)
作曲：米山正夫
2. 真實一路的進行曲 (3分30秒)
作曲：米山正夫
3. 步行的進行曲 (3分58秒)
作曲：小杉仁三
4. 三百六十五步的進行曲（卡拉OK）
5. 真實一路的進行曲（卡拉OK）
6. 步行的進行曲（卡拉OK）

### 消防團 三百六十五步的進行曲
（CRCN-2545，2013年7月24日發行）
- 全作曲：米山正夫，全編曲：服部克久

1. 消防團 三百六十五步的進行曲 (3分26秒)
作詞：星野哲郎、後藤聰、後藤惠
2. 三百六十五步的進行曲（2013新版） (3分41秒)
作詞：星野哲郎
3. 消防團 三百六十五步的進行曲（進行曲）
4. 消防團 三百六十五步的進行曲（原創）
5. 消防團 三百六十五步的進行曲（男性卡拉OK）

### 企劃單曲「三百六十五步的進行曲 2017」
（CRCP-10388、2017年10月11日発売）
- 全作詞：星野哲郎，全作曲：米山正夫，全編曲：今井了介（日语：今井了介）

1. 三百六十五步的進行曲 ～365 Steps, All Cast 2017 (3分35秒)
饒舌詞：TEE（日语：TEE (歌手)）／歌：水前寺清子、TEE、秋澀Project（日语：アキシブproject）、Kap式會社Hyper Motivation、絕對直球女子！Playballs（日语：絶対直球女子!プレイボールズ）、FES☆TIVE（日语：FES☆TIVE）、愛乙女☆DOLL（日语：愛乙女☆DOLL）
2. 三百六十五步的進行曲 ～365 Steps, Girls Represent 2017 (2分23秒)
歌：秋澀project、Kap式會社Hyper Motivation、絕對直球女子！Playballs、FES☆TIVE、愛乙女☆DOLL
3. 三百六十五步的進行曲 ～365 Steps, Chita 2017 (3分36秒)
歌：水前寺清子
4. 三百六十五步的進行曲 ～365 Steps, All Cast 2017（Inst.）

## 相關項目
- 1969年音樂（日语：1969年の音楽）

## 外部連結
- 三百六十五步的進行曲 （页面存档备份，存于） （日語）—歌Net（日语：歌ネット）